# Maho Film
Maho Film Co., Ltd., (Nhật: 株式会社 Maho Film Hepburn: Kabushiki-gaisha Maho Film) là một xưởng phim hoạt hình Nhật Bản được thành lập vào ngày 29 tháng 5 năm 2018 ở Suginami, Tokyo.

## Tác phẩm

### Anime truyền hình
| Năm  | Tựa đề                                                                        | Ngày phát sóng           | Đạo diễn        | Số tập | Ghi chú                                                                  |
| ---- | ----------------------------------------------------------------------------- | ------------------------ | --------------- | ------ | ------------------------------------------------------------------------ |
| 2019 | Uchi no ko no tame naraba, ore wa moshikashitara maō mo taoseru kamoshirenai. | 4 tháng 7 – 19 tháng 9   | Yanase Takeyuki | 12     | Dựa trên bộ light novel sáng tác bởi Chirolu.                            |
| 2020 | 100-man no inochi no ue ni ore wa tatte iru                                   | 2 tháng 10 – 18 tháng 12 | Habara Kumiko   | 12     | Dựa trên manga sáng tác bởi Yamakawa Naoki.                              |
| 2020 | Kami-tachi ni Hirowareta Otoko                                                | 4 tháng 10 – 22 tháng 12 | Yanase Takeyuki | 12     | Dựa trên light novel sáng tác bởi Roy.                                   |
| 2021 | 100-man no inochi no ue ni ore wa tatte iru (mùa 2)                           | 10 tháng 7 – 25 tháng 9  | Habara Kumiko   | 12     | Nối tiếp câu chuyện của 100-man no inochi no ue ni ore wa tatte iru.     |
| 2022 | Leadale no daichi nite                                                        | 5 tháng 1 – 22 tháng 3   | Yanase Takeyuki | 12     | Dựa trên light novel do Ceez sáng tác.                                   |
| 2022 | Akuyaku Reijō Nanode Last Boss o Katte Mimashita                              | 8 tháng 10 – 17 tháng 12 | Habara Kumiko   | 12     | Dựa trên light novel sáng tác bởi Nagase Sarasa.                         |
| 2023 | Kami-tachi ni Hirowareta Otoko 2                                              | 9 tháng 1 - 27 tháng 3   | Yanase Takeyuki | 12     | Mùa thứ hai của Kami-tachi ni Hirowareta Otoko.                          |
| 2023 | Level 1 Dakedo Unique Skill de Saikyō Desu                                    | 8 tháng 7 - 23 tháng 9   | Yanase Takeyuki | 12     | Dựa theo bộ light novel do Miki Nazuna sáng tác.                         |
| 2023 | Toaru Ossan no VRMMO Katsudōki                                                | 3 tháng 10 - 19 tháng 12 | Nakazawa Yuichi | 12     | Dựa theo bộ light novel do Shiina Howahowa sáng tác và Yamaada minh họa. |
| 2024 | Gekai Elise                                                                   | 10 tháng 1 - 27 tháng 3  | Habara Kumiko   | 12     | Dựa theo web novel/manwha do yuin viết và mini minh họa.                 |
| 2024 | Ao no Miburo                                                                  | 13 tháng 10              | Habara Kumiko   |        | Dựa theo manga của Yasuda Tsuyoshi.                                      |
| 2024 | Rekishi ni Nokoru Akujo ni Naru zo                                            | tháng 10                 | Yanase Yūji     |        | Dựa theo bộ light novel do Ōkido Izumi và Hayase Jyun minh họa.          |